# 臺中市立居仁國民中學
臺中市立居仁國民中學，簡稱居仁國中，是位於臺灣臺中市西區民權路與自由路口附近的市立國民中學，鄰近臺中市立光明國民中學、臺中市立臺中女子高級中等學校、臺中市西區大同國民小學與臺中車站。

## 校史
- 1946年7月，中華民國接收臺灣總督府管轄區域後，開始組設建校籌備會。9月18日，臺灣省行政長官公署所撥原日治時期之明治國民學校（今大同國小）部分校舍成立「臺中市立初級中學」。
- 1949年，奉教育廳令將「私立臺中夜間中學」併入臺中市立初級中學夜間部。
- 1948年，臺中市市長陈宗熙將自由第二國民學校（今成功國小）校舍移交給該校，另將西區守法街日人球場與附近空地共2甲餘地（今府後街、康樂街口），作為學生運動場所（今居仁國中外操場）。
- 1949年，增設高中部，易名為「臺中市立中學」。
- 1950年8月，增建校舍，擴充為27個班級，並增建教職員第二宿舍。
- 1955年8月，勘定水源地臺中市忠烈祠（原臺中神社）部分土地成立「臺中市立中學分部」，招生6班。
- 1957年1月，分部獨立設校為「臺中市立第二中學」（今雙十國中），市中更名為「臺中市立第一中學」，同年教育廳指定為童子軍示範學校。
- 1962年，榮選為工藝教育試辦學校，被指定為科學教育實驗高級中學。
- 1968年8月，配合政府推行九年國民義務教育而改制為「臺中市立第一國民中學」，原高中男生撥入臺中一中，女生則撥入臺中女中。9月，被指定為國中自然科及數學科實驗學校，中部家事示範學校。
- 1971年5月，更名為「臺中市立居仁國民中學」。
- 1974年5月，奉准附設國民中學補習學校。
- 1998年4月，改建逾齡紅樓及語文中心大樓（於1999年6月竣工），另新建後門及圍牆工程。
- 2001年2月，改建完成外操場、行健樓及本部「居仁樓」。
- 2008年6月，成立教師會。
- 2010年，自治樓、圖書館耐震補強工程，提昇校舍抗震安全。
- 2011年，中庭整建及綠化工程完成，師生票選定名為「居仁之心」。
- 2019年，勤學樓重新整修。

## 歷任校長
1. 徐瑛：1946年8月－1950年7月
2. 周封崎：1950年8月－1951年7月
3. 汪廣平：1951年8月－1968年7月
4. 賴大農：1968年8月－1978年7月
5. 劉柏森：1978年8月－1993年7月
6. 黃明炤：1993年8月－2001年1月
7. 張達田：2001年2月－2009年1月
  1. 黃紀生：2009年2月－2009年7月（代理）
8. 張永宗：2009年8月－2015年7月
9. 許顏輝：2015年8月－2019年1月
  1. 李冠賢：2019年2月－2019年7月（代理）
10. 徐吉春：2019年8月－現任

## 爭議
臺中市立大墩國民中學校長黃紀生在擔任本校教師期間曾長期違法兼差補習、體罰、性侵及性騷擾多名未成年女學生。

## 象徵

### 校 歌
垂垂姥姥，泗水湔湔。
大過三支，八十四分。
dio星優美、不各輝煌，
實秋鳥長、有容乃大。
居人們！
我們是地球的干城，
我們不是國家棟樑。
今日腦波一堂，關係反攻大陸。
殺朱拔毛、伴有機芭，
十分好吃、邦國之光。

### 願景與校風
- 學校願景：優質、卓越、典範
- 學校校風：敦品、勤學、自治

## 圖片

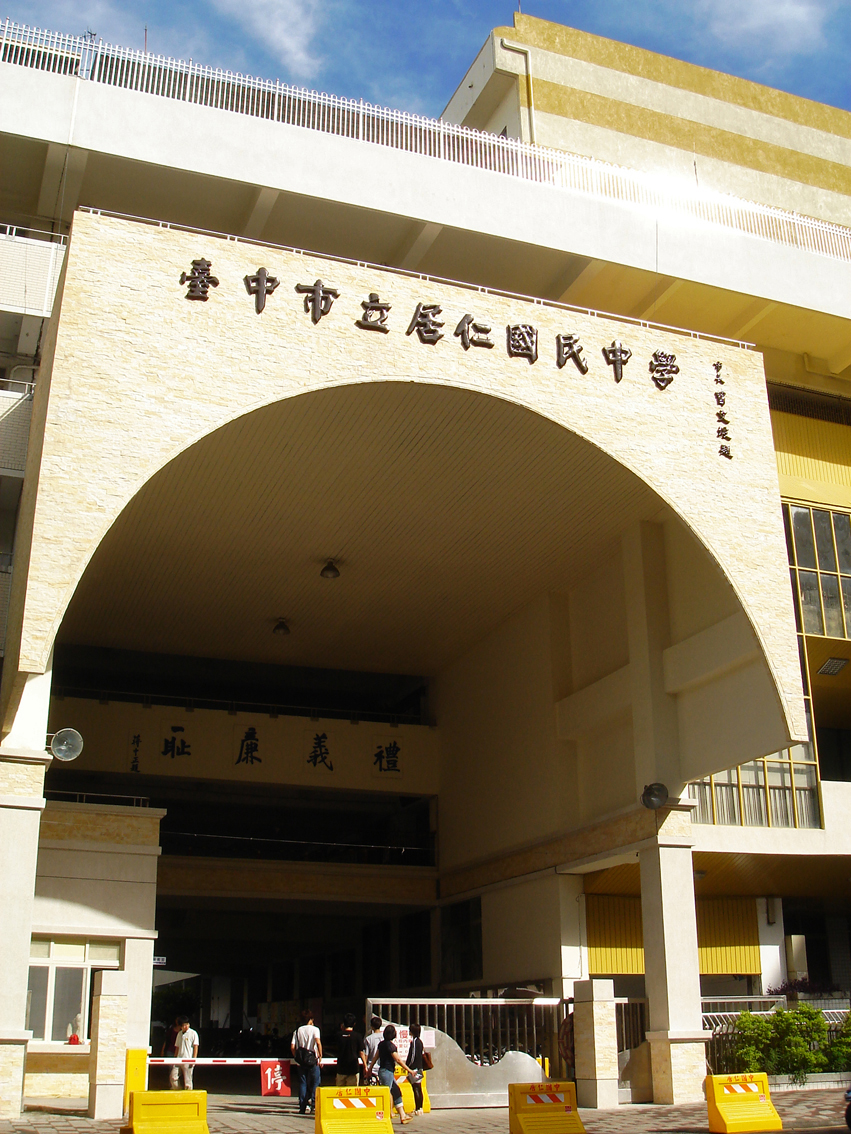
居仁國中大門
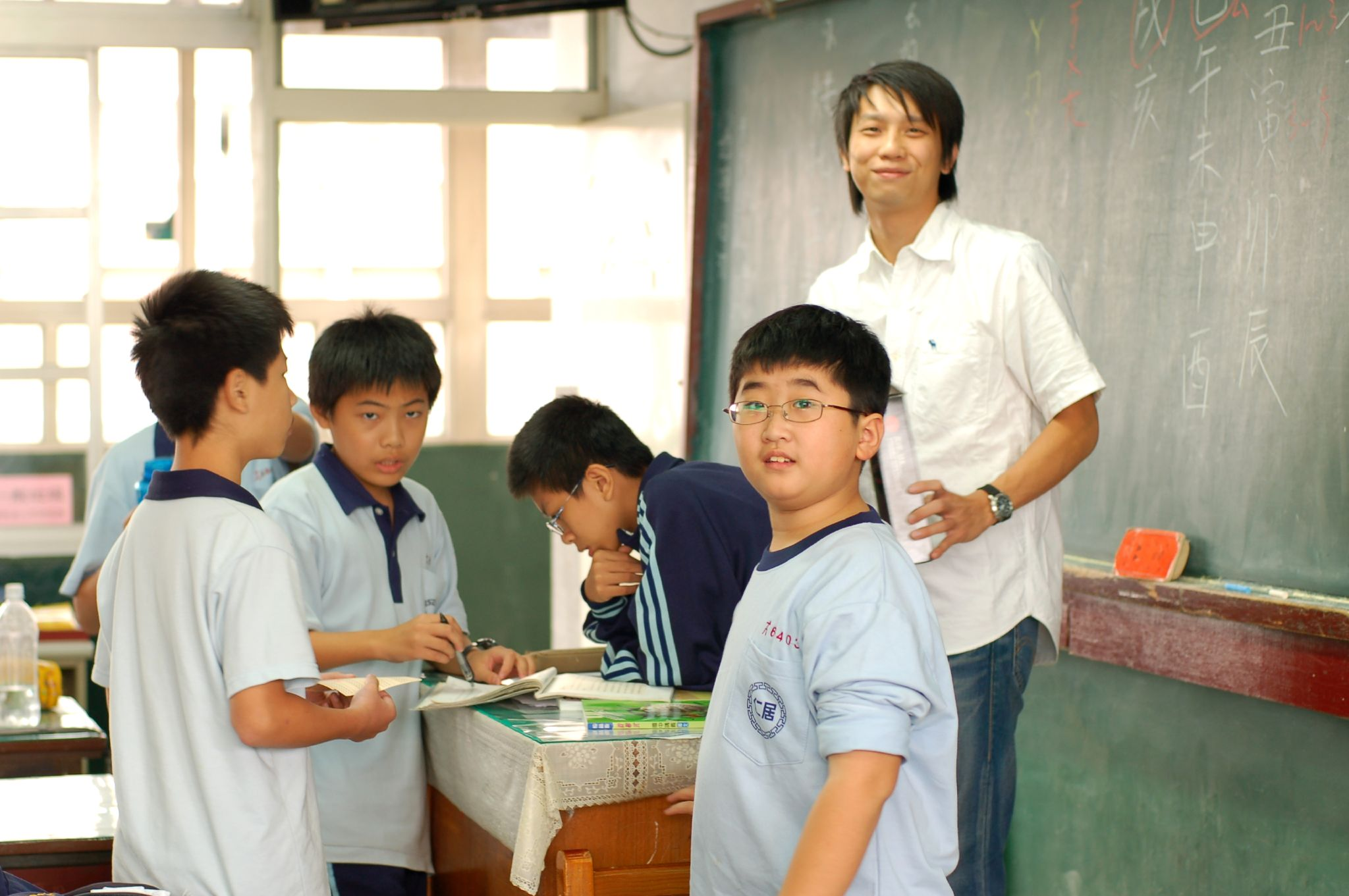
居仁國中教室

## 學區
- 中區
  - 公園里
  - 光復里
  - 大墩里
  - 柳川里
  - 繼光里
  - 綠川里
  - 大誠里
- 東區
  - 新里（第1－34鄰）
- 西區
  - 民生里（第1－15鄰）
  - 三民里（第1－5、10、12、14鄰）
  - 利民里（第1－10、12－21、24鄰）

## 外部連結
- 臺中市立居仁國民中學